# 광복거리 아파트
광복거리 아파트(영어: Kwangbok Street Apartment)는 조선민주주의인민공화국 평양시 만경대구역 광복거리에 위치한 마천루이다. 1989년에 준공되었으며 총 4개 동으로 구성되어 있다.

## 구성 및 규모
- 광복거리 아파트 1동 (42층 규모, 높이 144m)
- 광복거리 아파트 3동 (35층 규모, 높이 123m)
- 광복거리 아파트 4동 (35층 규모, 높이 123m)
- 광복거리 아파트 5동 (35층 규모, 높이 123m)

## 방송
- 2018년 9월 15일에 방영된 걸어서 세계속으로 572회 평양 속으로 편에 나온다.

## 갤러리

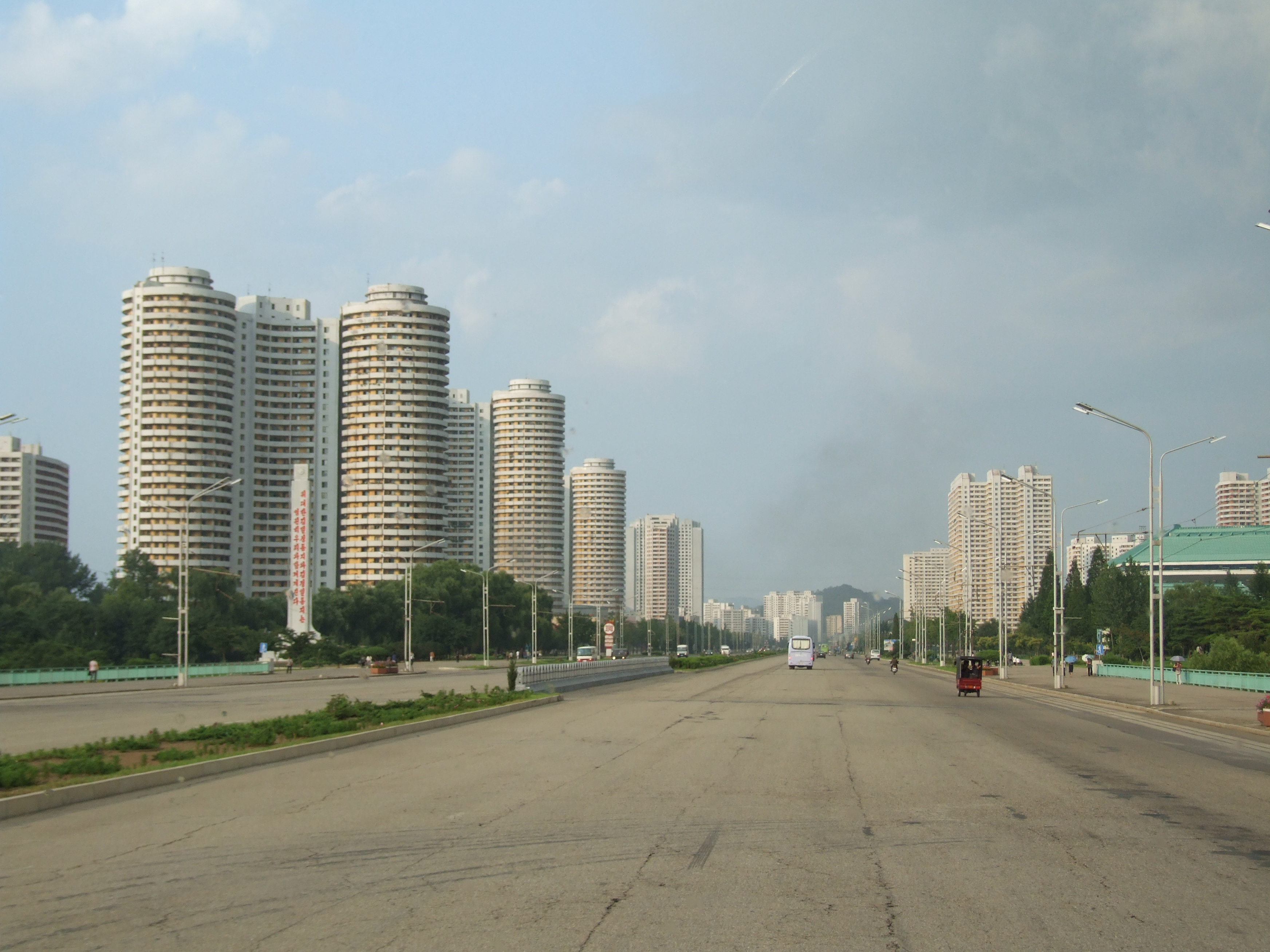
2012년 8월 6일

## 같이 보기
- 조선민주주의인민공화국의 마천루 목록
- 평양시의 마천루 목록